# ドメニコ・ディ・ミケリーノ

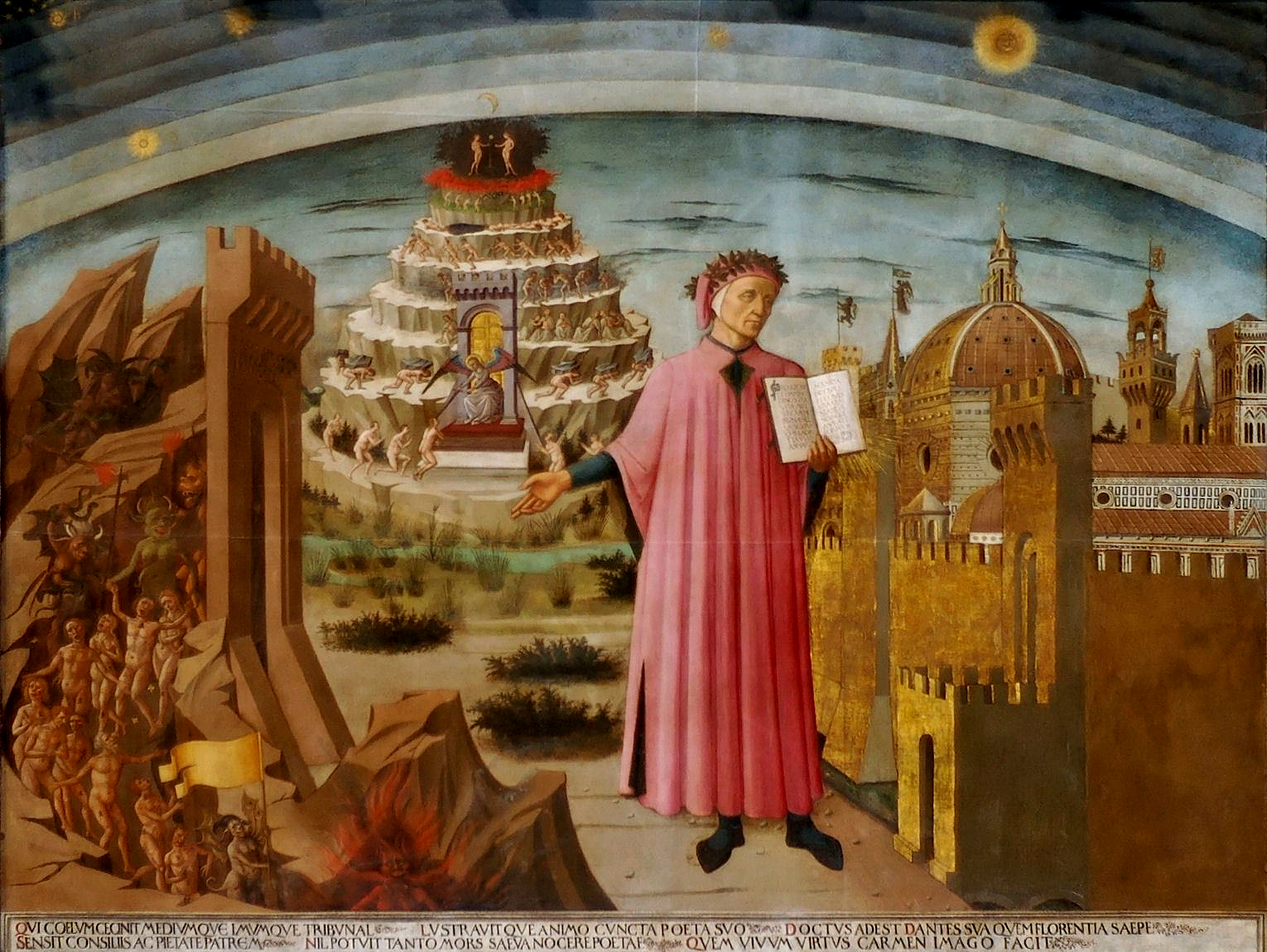
ミケリーノ《ダンテ、『神曲』の詩人》フィレンツェ、サンタ・マリア・デル・フィオーレ大聖堂

ドメニコ・ディ・ミケリーノ（Domenico di Michelino, 1417年 - 1491年）はフィレンツェ派に属するイタリアの画家。フラ・アンジェリコの作風を受け継いだ。生没地はフィレンツェ。
ミケリーノは主に聖書の場面を描いた。最も有名な作品群は、フィレンツェのサンタ・マリア・デル・フィオーレ大聖堂のドゥオーモにあり、その中に《ダンテ、『神曲』の詩人》もある。フィレンツェの町に『神曲』を手にしたダンテがいて、さらに地獄、煉獄（山）、アダムとイヴのいるエデンの園、天球が描かれている。
ミケリーノという名前は、骨・象牙彫刻家だった師匠からもらった名前である。1442年に聖ルカ組合 Compagnia di San Luca という画家のギルド（現・フィレンツェ美術専門学校）に選ばれ、1444年にはメディチ＆スペツィアーリ同職組合 Arte dei Medici e Speziali というギルドにも入会した。